# 国家人民軍地上軍
国家人民軍地上軍（こっかじんみんぐんちじょうぐん、ドイツ語: Landstreitkräfte der Nationalen Volksarmee, LaSK）とは、ドイツ民主共和国における陸軍。人民海軍（VM）および航空軍（LSK）と共に国家人民軍を構成した軍種の1つである。単に東ドイツ陸軍とも呼ばれる。

## 歴史

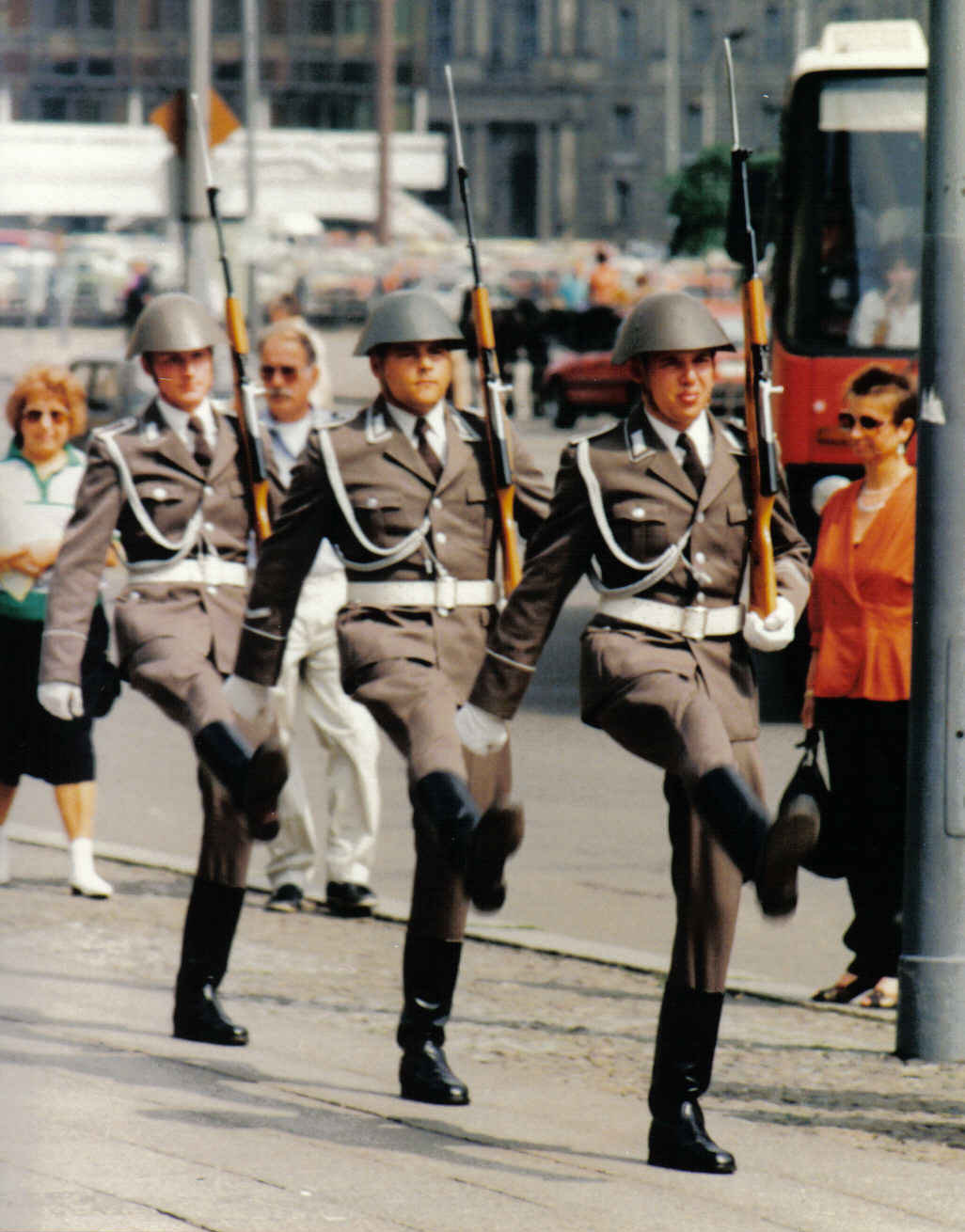
ベルリン・無名兵士の廟での交代を終えたフリードリヒ・エンゲルス衛兵連隊の儀仗兵。

1956年1月18日、人民議会では「国家人民軍及び国防省の創設に関する法律」（Gesetz über die Schaffung der Nationalen Volksarmee und des Ministeriums für Nationale Verteidigung）を採択し、再軍備を開始する。これに従い、ドイツ民主共和国国防省が設置され、名目上ドイツ人民警察の一部門に過ぎなかった兵営人民警察（Kasernierte Volkspolizei）が国家人民軍（Nationale Volksarmee）へと再編されると共に、正式に国軍へ昇格した。1956年3月1日までに改組が完了し、この日は国家人民軍創設の日として、後に国家人民軍記念日に指定された。兵営人民警察では南部管区及び北部管区の2軍管区体制をとっており、国家人民軍地上軍でもこれを引き継いだ。1957年には南北管区を元に、ライプツィヒに司令部を置く第3軍管区（Militärbezirke III）とノイブランデンブルク（1956年まではパーゼヴァルク）に司令部を置く第5軍管区（Militärbezirke V）が改めて設置された。また、1972年12月1日にはポツダム・ゲルトウにて地上軍司令部（Kommando Landstreitkräfte）が設置され、3管区体制に移行すると共に訓練などを目的とした各種の下級司令部が整備された。
1990年10月2日、ドイツ再統一の中で、国家人民軍の全組織は解体された。旧地上軍司令部には東西両軍の統合任務を帯びた連邦陸軍の陸軍東部司令部（Heereskommando Ost, 後の第4軍団）が設置される。この陸軍東部司令部隷下の部隊として、ライプツィヒの旧第3軍管区には第7防衛管区（後の第13装甲擲弾兵師団）が、ノイブランデンブルクの旧第5軍管区には第8防衛管区（後の第14装甲擲弾兵師団）が設置され、一部の兵下士官はこれらに残留することが許されたものの、大部分の将兵は職を失うこととなった。

## 任務
国家人民軍地上軍は、ヨーロッパにおけるワルシャワ条約機構軍の一翼を担っていた。また特に期待される役割は、在独ソ連軍と共にドイツ民主共和国領内でポーランドやチェコスロバキアなど他の同盟国に対する攻撃を食い止めることだった。

## 組織構造

1986年段階における国家人民軍地上軍の平時の組織図。

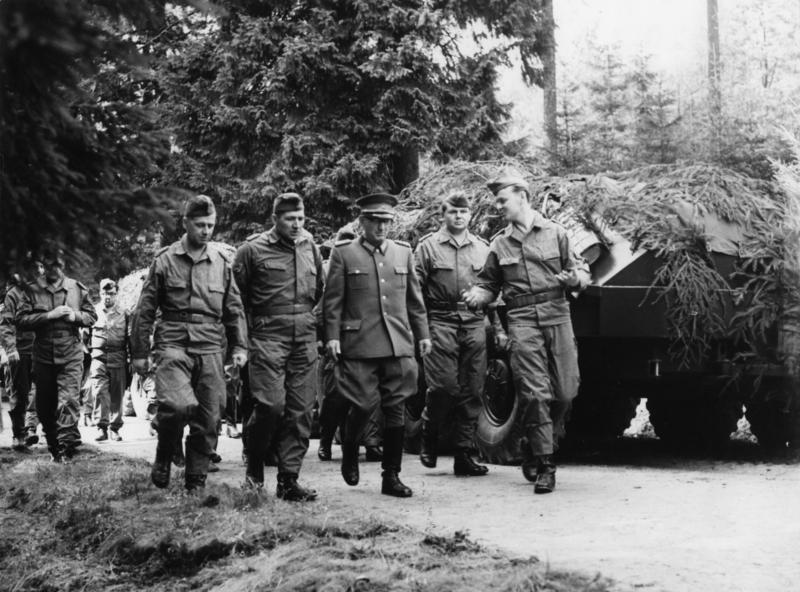
部隊を視察する副国防相ヴァルター・アレンシュタイン将軍

1980年代後半までに、国家人民軍地上軍は従来の第3軍管区と第5軍管区に地上軍司令部(Kommando Landstreitkräfte)を加えた3管区体制に再編成され、解体までこの体制を維持した。平時の各軍管区には2個自動車化狙撃兵師団と1個装甲師団が主戦力として属しており、さらに支援部隊や関連する下位部隊や部局が配置されていた。この下位部隊及び部局には次のようなものが含まれる。
- 演習場(Truppenübungsplätze)
- 陸軍野戦病院(Armeelazarette)
- 下級管区司令部(Wehrbezirkskommandos mit nachgeordneten Wehrkreiskommandos)
- 地域運輸司令部(Bezirkstransportkommandanturen)
- 鉄道運輸司令部(Eisenbahntransportkommandanturen)
- 地域物資集積所(Bezirksversorgungslagern)
- 軍事裁判所及び検察(Militärgerichte/-staatsanwaltschaften)
- 通信指揮所(Schalt-/Betriebszentralen)

戦時体制に移行した場合、各軍管区は第3軍(3. Armee)及び第5軍(5. Armee)なる2つの地域軍管区(Territorialen Militärbezirke)に再編成され、西部戦線合同軍総司令官(Oberkommandierenden der Vereinten Streitkräfte auf dem Westlichen Kriegsschauplatz)がこれらを指導するとされた。地域軍管区は野戦指導部(Feldführungen)と地域軍管区司令部(Kommandos der Territorialen Militärbezirke)によって構成され、部隊編成については国防大臣がその権限を握っていた。

### 地上軍司令部(Kommando Landstreitkräfte)

ドイツ国家人民軍地上軍旗

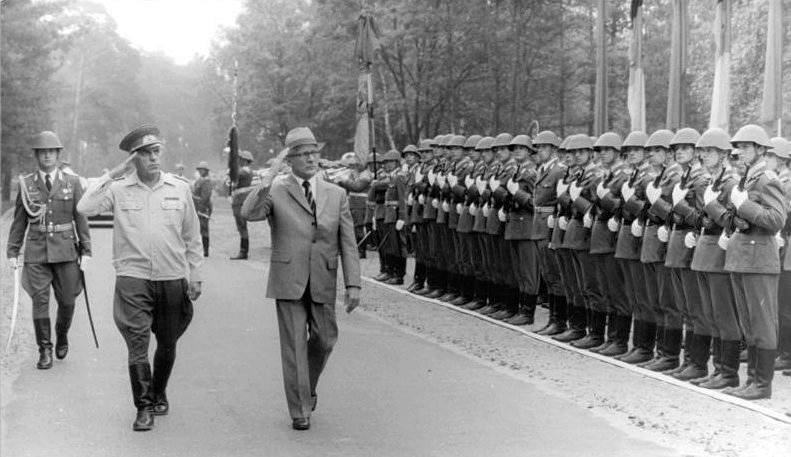
ホーネッカー議長と共に閲兵する地上軍司令官シュテッヒバルト将軍（1984年6月21日）

地上軍司令部は1972年12月1日、ポツダム・ゲルトウに設置された。平時には地上軍の総司令部(Führungskommando)及び参謀本部(Führungsstab)が設置されていた。戦時体制が宣言された場合、地上軍司令部の人員は参謀本部の決定に従って各地域軍管区の下級司令部へと配置される。

#### 歴代地上軍司令官
| 氏名、階級                           | 任期                           | 備考 |
| ------------------------------------ | ------------------------------ | ---- |
| ホルスト・シュテッヒバルト中将       | 1972年12月1日 - 1989年12月31日 |      |
| ホルスト・シュケーラ中将             | 1990年1月1日 - 1990年9月14日   |      |
| ハンス＝クリスティアン・ライヒェ少将 | 1990年9月15日 - 1990年10月2日  |      |

### 第3軍管区(Militärbezirk III)
第3軍管区は兵営人民警察時代の名残で南部軍管区(Militärbezirk Süd)とも呼ばれ、司令部はライプツィヒに置かれていた。第3軍管区は次のような下級部隊および部局を隷下に置いていた。なお、地名は各部隊の駐屯地である。
- 第4自動車化狙撃兵師団(4. motorisierte Schützendivision) - エルフルト
- 第11自動車化狙撃兵師団（ドイツ語版）(11. motorisierte Schützendivision) - ハレ
- 第7装甲師団(7. Panzerdivision) - ドレスデン
- 第3ロケット旅団（ドイツ語版）(3. Raketenbrigade) - タウテンハイン（ドイツ語版）
- 第3砲兵連隊(Artillerieregiment 3) - ライプツィヒ
- 第3高射ミサイル連隊(Fla-Raketenregiment 3) - ホーエンメルゼン（ドイツ語版）
- 第3工兵連隊(Pionierregiment 3) - ゲーラ
- 第3架橋連隊(Pontonregiment 3) - デッサウ
- 第3ミサイル砲兵支隊(Geschoßwerferabteilung 3) - アイレンブルク（ドイツ語版）
- 第3攻撃ヘリコプター航空団（ドイツ語版）(Kampfhubschraubergeschwader 3) - コットブス
- 第3機動ロケット技術基地(Bewegliche Raketentechnische Basis 3) - イェーナ
- 第3機動高射ロケット技術基地(Bewegliche Fla-Raketentechnische Basis 3) - ホーエンメルゼン（ドイツ語版）
- 第3通信連隊(Nachrichtenregiment 3) - ライプツィヒ
- 第3戦車猟兵支隊(Panzerjägerabteilung 3) - ライプツィヒ
- 第3通信技術大隊(Funktechnisches Bataillon 3) - ライプツィヒ
- 第3通信偵察大隊(Funk- und Funktechnisches Aufklärungsbataillon 3) - ルードルシュタット（ドイツ語版）
- 第3通信電子戦大隊(Bataillon Funkelektronischer Kampf 3) - アイレンブルク（ドイツ語版）
- 第3警衛保安大隊(Wach- und Sicherstellungsbataillon 3) - ライプツィヒ
- 第3修理大隊(Instandsetzungsbataillon 3) - リントハルト（ドイツ語版）

また、平時の第3軍管区では、兵員の教育施設として以下の研修センター(Ausbildungszentrum)が設置されており、動員に備えていた。
- 第6研修センター(Ausbildungszentrum 6) - ヴァイスカイセル（ドイツ語版）
- 第17研修センター(Ausbildungszentrum 17) - デリッチュ
- 第10研修センター(Ausbildungszentrum 10) - シュネーベルク（ドイツ語版）

### 第5軍管区(Militärbezirk V)
第5軍管区は兵営人民警察時代の名残で北部軍管区(Militärbezirk Nord)とも呼ばれ、司令部はノイブランデンブルクに置かれていた。第5軍管区は次のような下級部隊および部局を隷下に置いていた。なお、地名は各部隊の駐屯地である。

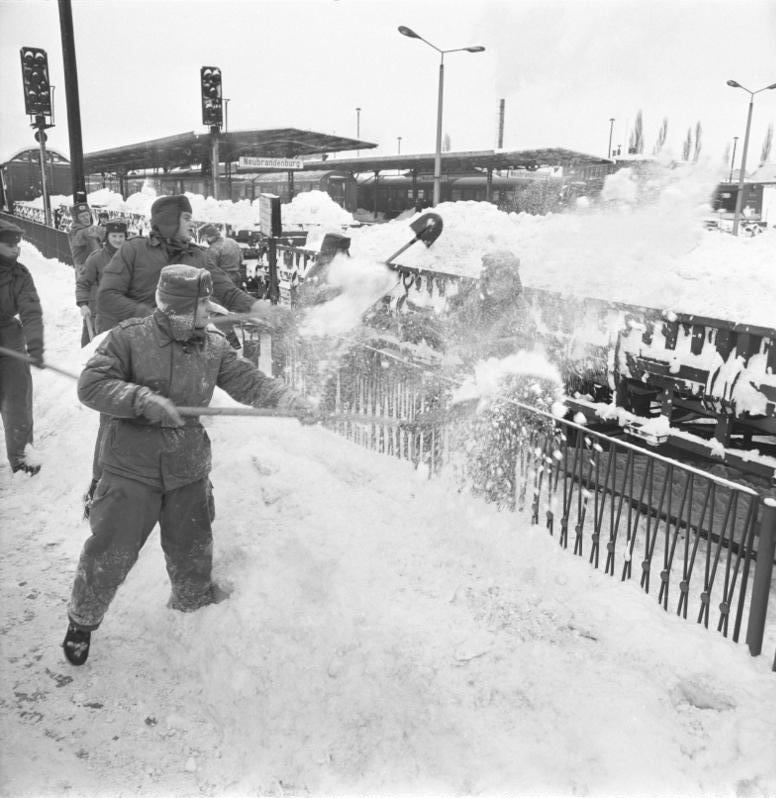
ノイブランデンブルク駅で除雪作業を行う地上軍兵士

- 第1自動車化狙撃兵師団(1. motorisierte Schützendivision) - ポツダム
- 第8自動車化狙撃兵師団（ドイツ語版）(8. motorisierte Schützendivision) - シュヴェリーン
- 第9装甲師団(9. Panzerdivision) - エッゲジーン（ドイツ語版）
- 第5ロケット旅団（ドイツ語版）(5. Raketenbrigade) - デメン（ドイツ語版）
- 第5砲兵連隊(Artillerieregiment 5) - ダベル（ドイツ語版）
- 第5砲兵観測連隊(Artillerieaufklärungsregiment 5) - ヴェンドルフ（ドイツ語版）
- 第5高射ロケット連隊(Fla-Raketenregiment 5) - バーゼポール（ドイツ語版）
- 第5工兵連隊(Pionierregiment 5) - パーゼヴァルク（ドイツ語版）
- 第5架橋連隊(Pontonregiment 5) - ハーフェルベルク（ドイツ語版）
- 第5ミサイル砲兵支隊(Geschoßwerferabteilung 5) - ダベル（ドイツ語版）
- 第5攻撃ヘリコプター航空団（ドイツ語版）(Kampfhubschraubergeschwader 5) - バーゼポール（ドイツ語版）
- 第5機動ロケット技術基地(Bewegliche Raketentechnische Basis 5) - デメン（ドイツ語版）
- 第5機動高射ロケット技術基地(Bewegliche Fla-Raketentechnische Basis 5) - バーゼポール（ドイツ語版）
- 第5通信連隊(Nachrichtenregiment 5) - フュンフアイヒェン（ドイツ語版）
- 第5戦車猟兵支隊(Panzerjägerabteilung 5) - ダベル（ドイツ語版）
- 第5通信技術大隊(Funktechnisches Bataillon 5) - バーゼポール（ドイツ語版）
- 第5通信偵察大隊(Funk- und Funktechnisches Aufklärungsbataillon 5) - ゴルトベルク（ドイツ語版）
- 第5通信電子戦大隊(Bataillon Funkelektronischer Kampf 5) - ゴルトベルク（ドイツ語版）
- 第5警衛保安大隊(Wach- und Sicherstellungsbataillon 5) - ノイブランデンブルク
- 第5修理大隊(Instandsetzungsbataillon 5) - レルツォウ（ドイツ語版）

また、平時の第5軍管区では、兵員の教育施設として以下の研修センターが設置されており、動員に備えていた。
- 第19研修センター(Ausbildungszentrum 19) - ブルク（ドイツ語版）
- 第20研修センター(Ausbildungszentrum 20) - カルピン（ドイツ語版）

### 拡大
国家人民軍では、何度かに分けて地上軍の常備及び予備戦力の拡充を行った。予備役部隊の募集に当っては各地で弾薬や装備類、車両等の余剰生産が行われた。車両や装備など軍需物資の不足に直面すると、政府は生産体制を強化すべく各企業へ対して支援を行った。これらの戦力拡大は政府と軍部、各企業の同意の下で計画的に行われた。予備役兵力は命令後3日以内に動員を完了することとされており、平時に257,960人の下士官兵と31,538人の将校を擁した地上軍は、予備役戦力として103,996人の兵下士官と13,880人の将校を動員する事が可能とされた。さらに装甲兵員輸送車もある程度余剰数が確保されており、銃などの小火器は平時兵力の数倍もの量を保持していたという。
国家人民軍が完全動員を発動した場合、上記の6個正規師団（2個装甲師団および4個自動車化狙撃兵師団）に加えて、予備役兵力で構成される動員師団(Mobilmachungsdvisionen)が加わり、また正規師団も予備役兵力で強化される。地上軍では旧下士官学校を予備役兵力の訓練基地として利用した。動員師団には次の5個自動車化狙撃兵師団がある。
- 第6自動車化狙撃兵師団(6. motorisierte Schützendivision)-ケーニヒスヴァルタ（ドイツ語版）
- 第10自動車化狙撃兵師団(10. motorisierte Schützendivision)-ロンネブルク（ドイツ語版）
- 第17自動車化狙撃兵師団(17. motorisierte Schützendivision)-ペータースローダ（ドイツ語版）
- 第19自動車化狙撃兵師団(19. motorisierte Schützendivision)-ヴルコウ（ドイツ語版）
- 第20自動車化狙撃兵師団(20. motorisierte Schützendivision)-ブレーデンフェルデ（ドイツ語版）

上記の動員師団は第3軍の指揮下に第6、第10、第17の3個師団が、第5軍の指揮下に第19、第20の2個師団が入る。さらに地上軍指導下の予備兵力としては、第13予備役自動車化狙撃兵連隊(Reserve-motorisierte Schützenregiment 13)、第13及び第15予備役戦車猟兵連隊(Reserve-Panzerjägerregimenter)、第13、第15、第23、第24、第25、第33、第43予備役自動車化狙撃兵大隊(Reserve-motorisierten Schützenbataillone)があった。

## 主要な部隊規模種別及び兵科種別

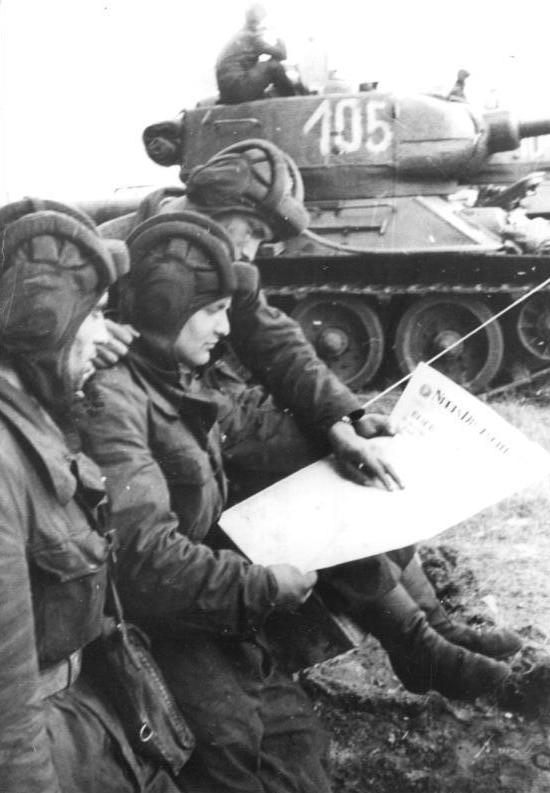
T-34戦車と戦車兵

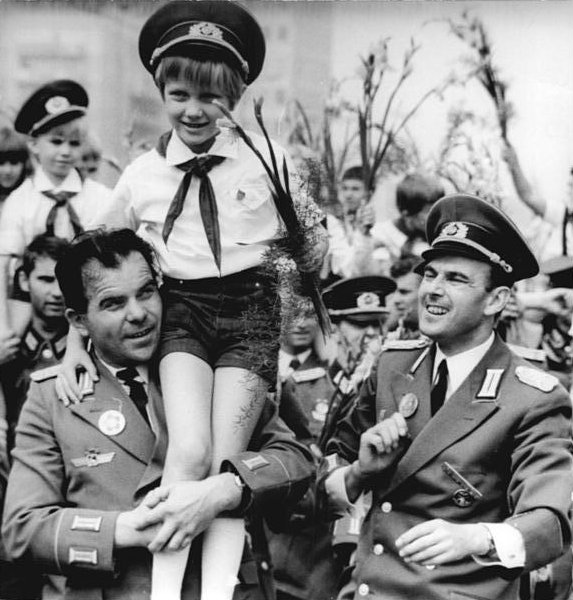
第十回世界青年学生祭典において、ピオネール団員と記念写真を撮る儀礼服姿の地上軍将校

### 兵科種別(Waffengattungen)
- 自動車化狙撃兵(Motorisierte Schützentruppen)（西ドイツ陸軍の装甲擲弾兵(Panzergrenadiertruppe)に相当）
- 戦車兵(Panzertruppen)
- ロケット兵及び砲兵(Raketentruppen und Artillerie)
- 防空兵（ドイツ語版）(Truppenluftabwehr)
- 空挺兵(Luftlandetruppen)（西ドイツ陸軍の降下猟兵(Fallschirmjägertruppe)に相当）
- 地上軍航空隊(Armeefliegerkräfte)、1985年に航空軍より移管。

### 特殊兵科及び部門(Spezialtruppen und Dienste)
- 偵察兵(Aufklärungstruppen)
- 工兵(Pioniertruppen)
- 通信兵(Nachrichtentruppen)
- 電子戦兵(Truppen und Einheiten des funkelektronischen Kampfs)
- 化学防護兵(Truppen der chemischen Abwehr)
- 技術部門(Technische Dienste)
- 後方部門（ドイツ語版）(Rückwärtige Dienste)

### 部隊規模種別
師団(Divisionen)
- 自動車化狙撃兵師団(Motorisierte Schützendivision)
- 装甲師団(Panzerdivision)

連隊(Regimenter)
- 砲兵連隊(Artillerieregiment)
- 補充連隊(Ersatzregiment)
- 高射ロケット連隊(Fla-Raketen-Regiment)

大隊(Bataillone)
- 偵察大隊(Aufklärungsbataillon)
- 化学防護大隊(Bataillon Chemische Abwehr)
- 兵站輜重大隊(Bataillon Materielle Sicherstellung)
- ロケット/砲兵指揮管理中隊(Führungsbatterie Chef Raketen/Artillerie)
- 防空指揮管理中隊(Führungsbatterie Chef Truppenluftabwehr)
- 整備大隊(Instandsetzungsbataillon)
- 情報大隊(Nachrichtenbataillon)
- 工兵大隊(Pionierbataillon)
- 衛生大隊(Sanitätsbataillon)

支隊(Detachements)
- 戦車猟兵支隊(Panzerjägerabteilung)
- ロケット支隊(Raketenabteilung)
- 重迫撃砲支隊(Schwere Werferabteilung)

## 主な装備

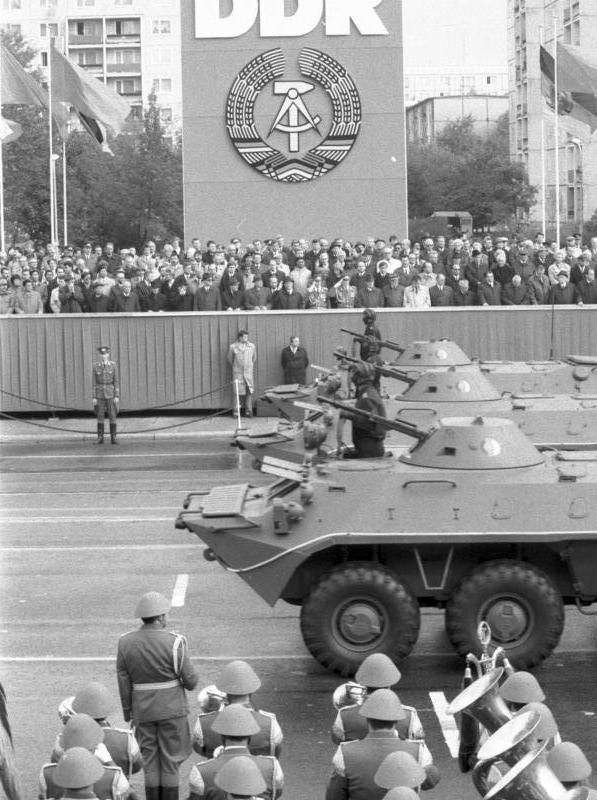
1989年10月7日のパレードに登場したSPW

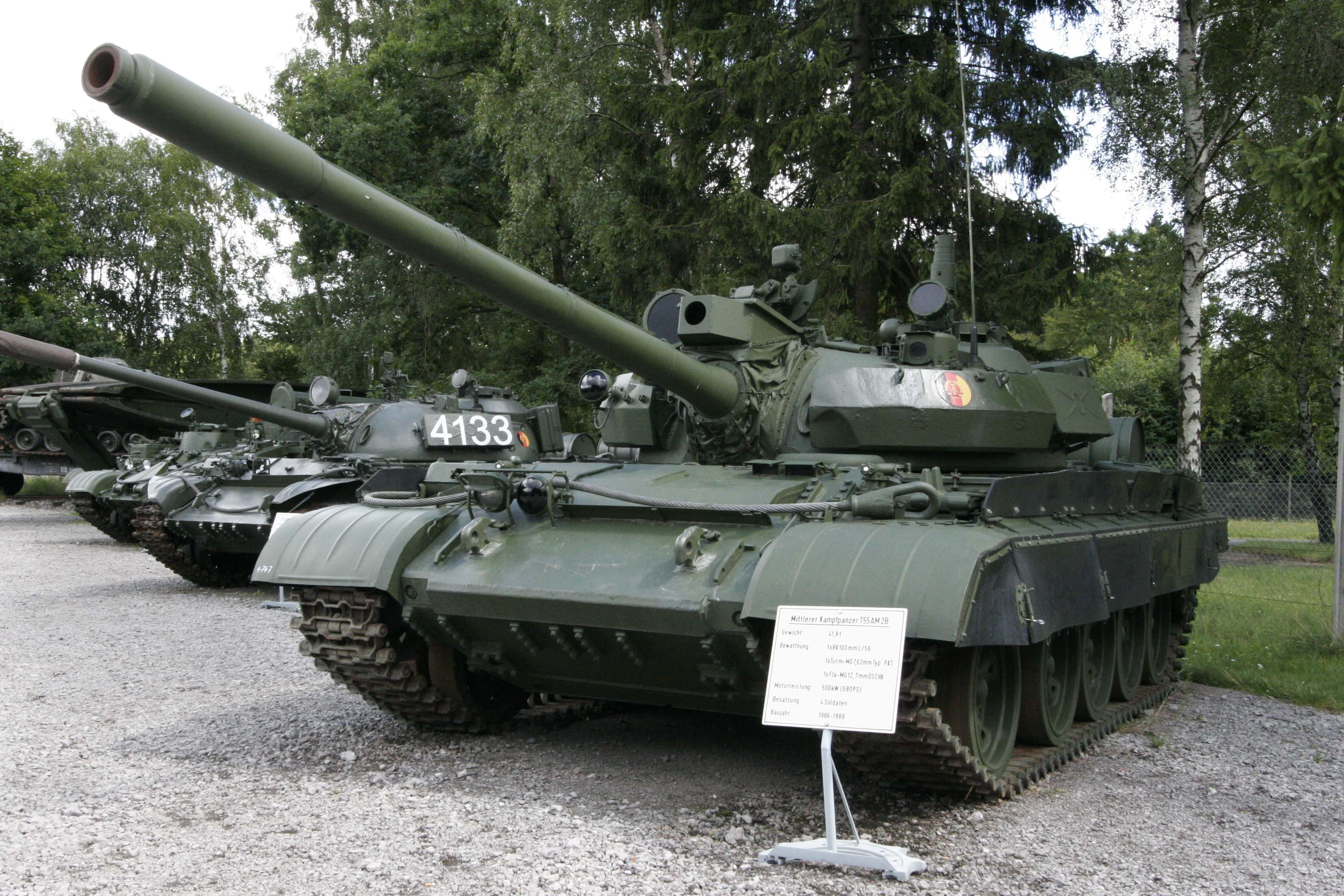
T-55AM2B

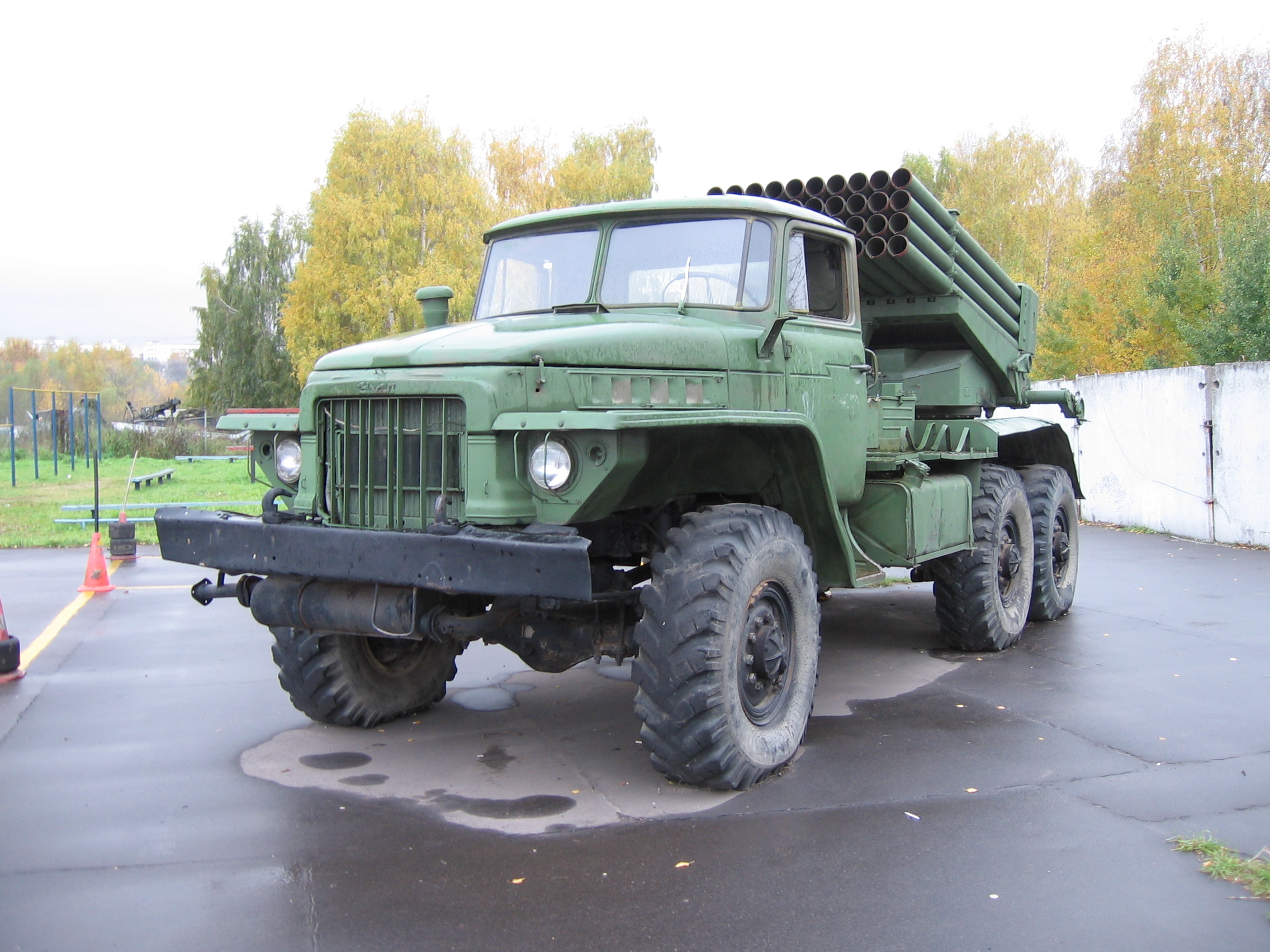
BM-21を搭載したウラル375D

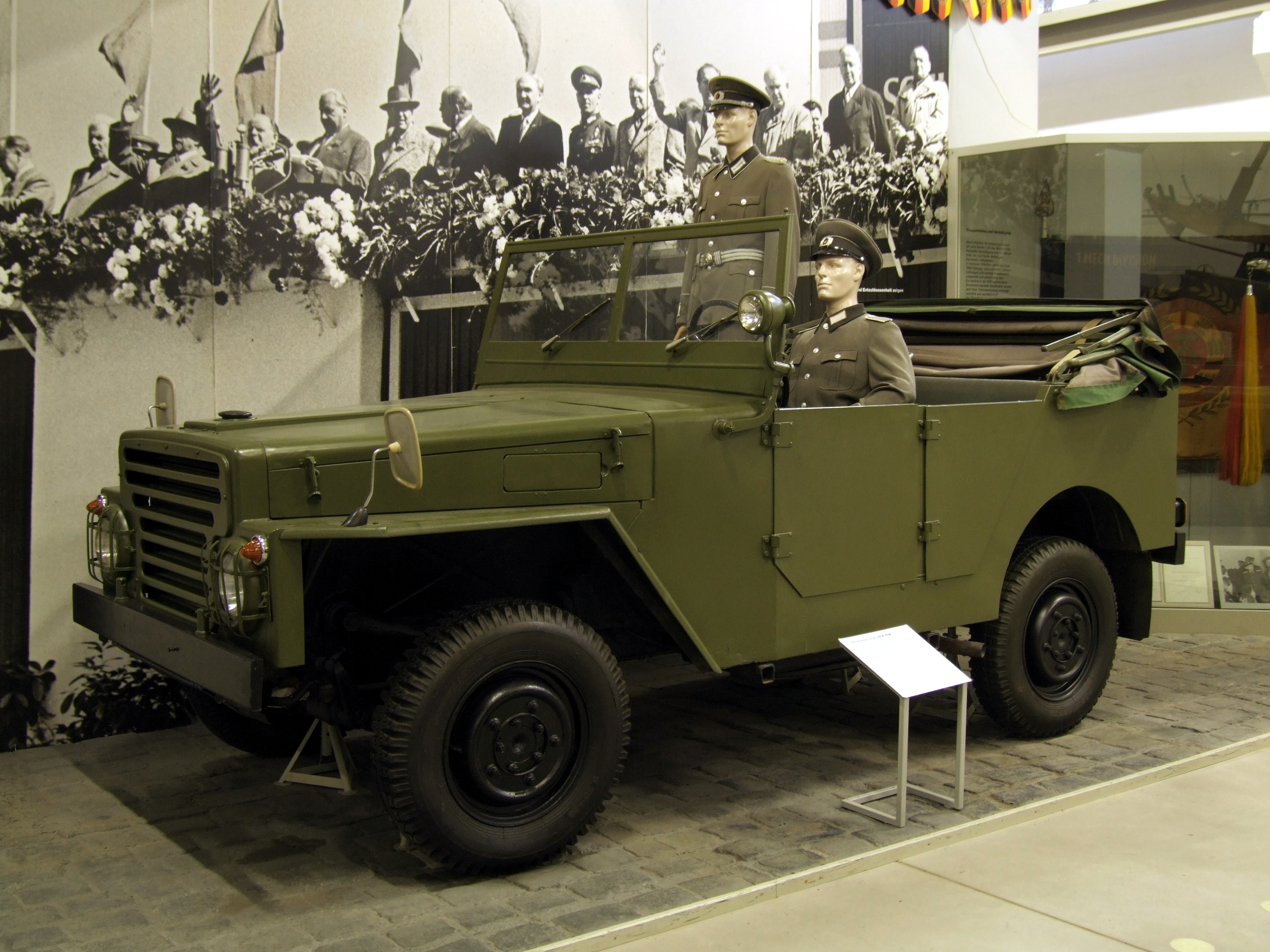
P2M

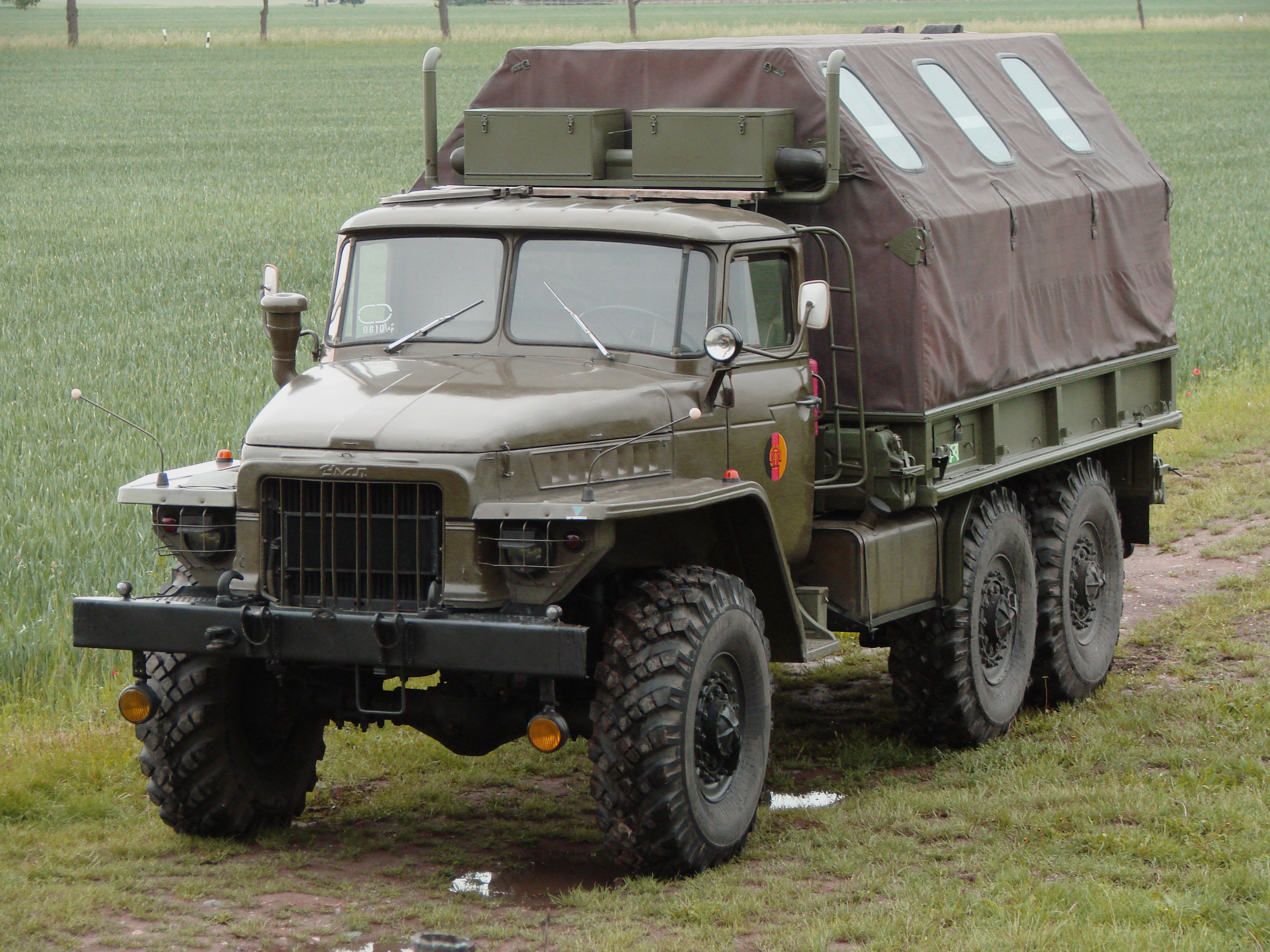
ウラル375D

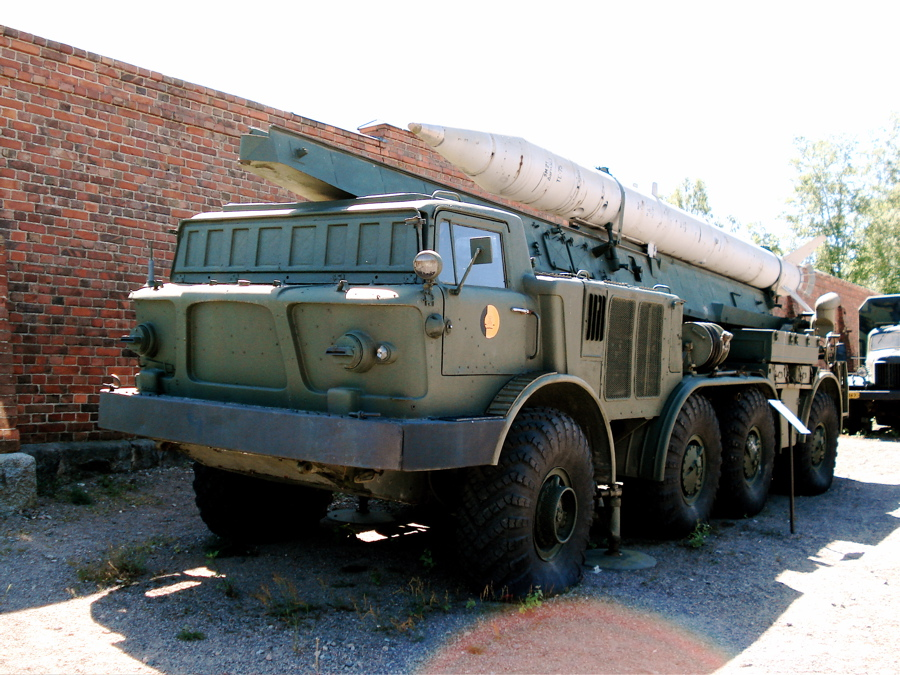
9K52 ルナ-M (FROG-7)を搭載したZIL-135

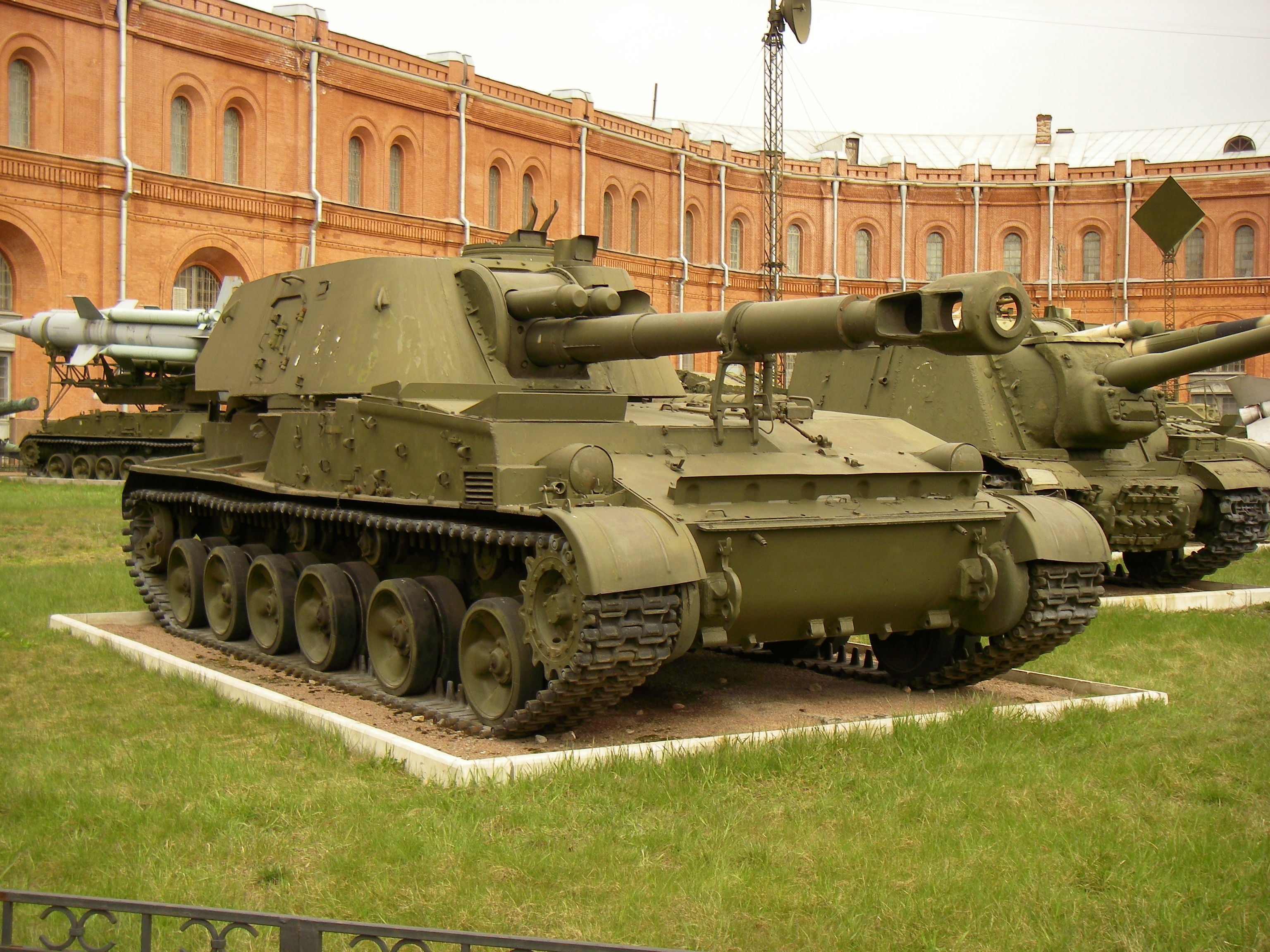
2S3 152mm自走榴弾砲

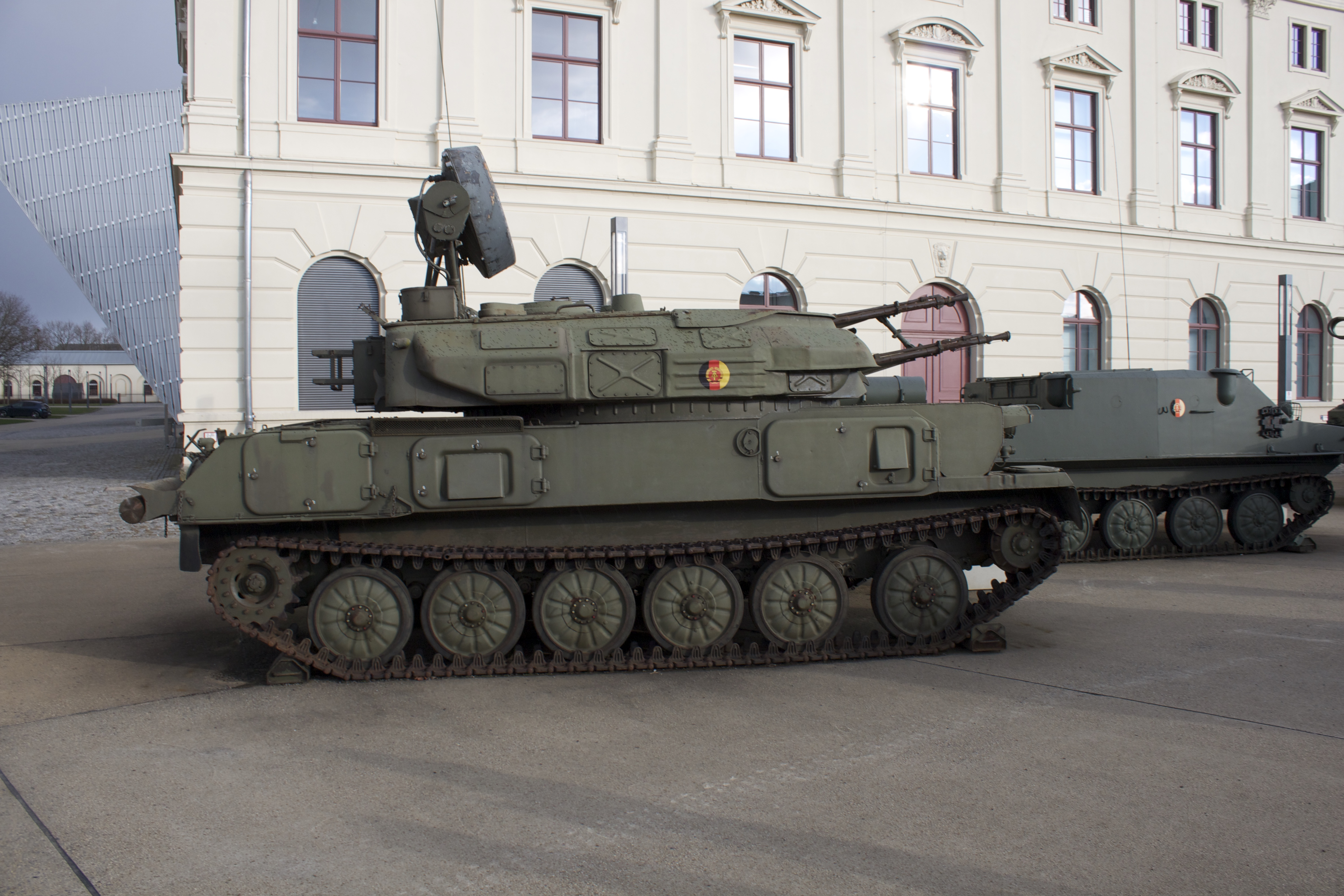
ZSU-23-4

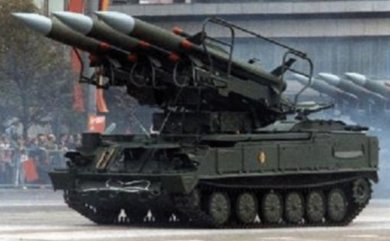
2K12 クーブ (SA-6 ゲインフル)

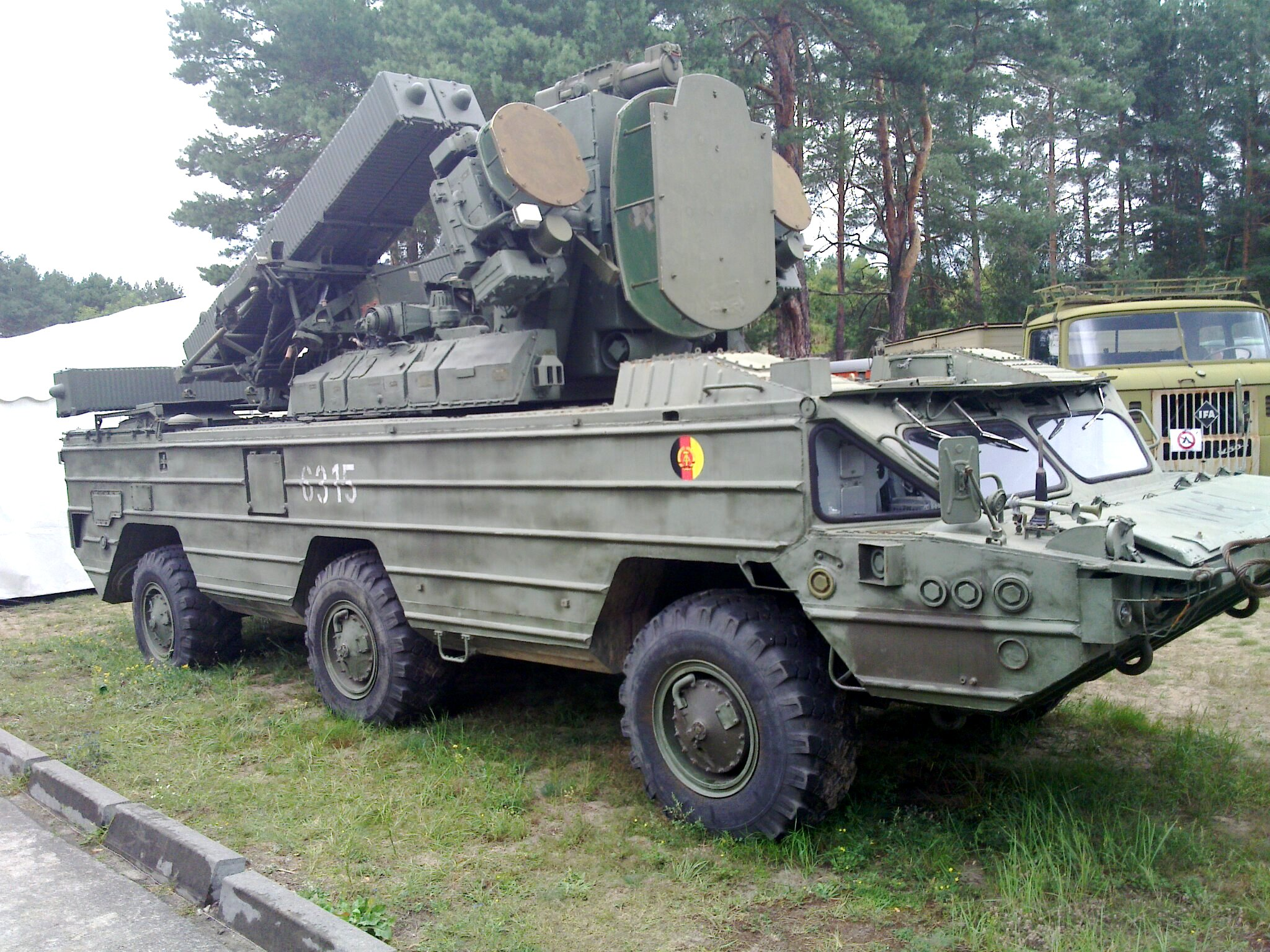
9K33 オサー (SA-8 ゲッコー)

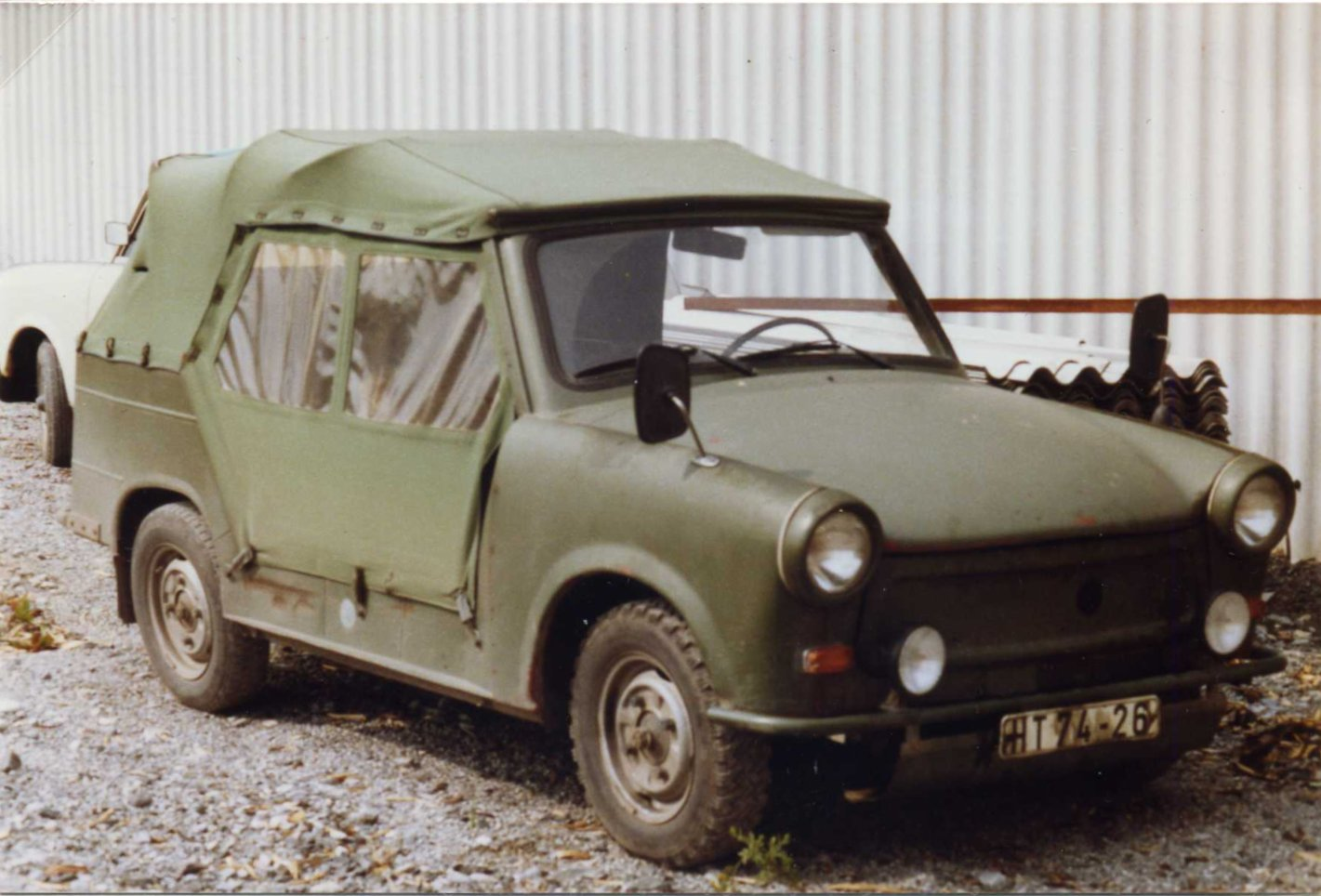
トラバント601（軍仕様）

### 小火器
- マカロフ PM
- PPSh-41
- AK-47(国家人民軍における名称はMPi-K)
- AK-74
- RPD軽機関銃
- RPK軽機関銃
- PK機関銃
- ドラグノフ狙撃銃
- RPG-7
- RPG-18

### 装甲車両
- BA-64
- BMP-1
- BMP-2
- BRDM-1
- BRDM-2
- BTR-40
- BTR-50(国家人民軍における名称はSPW-50)
- BTR-60(国家人民軍における名称はSPW-60)
- BTR-70(国家人民軍における名称はSPW-70)
- BTR-152
- PT-76
- IS-2/1944年型
- T-34-85M
- T-54
- T-55AM2B
- T-72M1
- MT-LB

### ロケット砲兵システム
- BM-14
- BM-21
- BM-24
- RM-70
- 2K6 ルナ (FROG-3)
- 9K52 ルナ-M (FROG-7)
- 8K11 ゼムリャ (スカッドA)（ロシア語版、英語版）
- 9K72 エリブルース (スカッドB)
- 9K79 トーチカ (SS-21 スカラベ)
- 9K714 オカー (SS-23 スパイダー)

### ジープ類
- IFA P2M（ドイツ語版）
- IFA P3（ドイツ語版）
- GAZ-69
- UAZ-469
- トラバント

### 輸送車両
- IFA H3A（ドイツ語版）
- IFA H6（ドイツ語版）
- IFA S4000（ドイツ語版）
- IFA G5
- ZIL-157
- ZIL-164（ドイツ語版、ロシア語版）
- ロブル LO（ドイツ語版）
- IFA W50（ドイツ語版）
- IFA L60（ドイツ語版）
- ウラル-375D
- ウラル-4320
- KrAZ-214
- KrAZ-255
- MAZ-543
- GAZ-66
- ZIL-131
- ZIL-135
- タトラ 813（ドイツ語版、チェコ語版、英語版）
- AT-L
- AT-S
- AT-T

### 野戦榴弾砲
- D-30 122mm榴弾砲
- D-20 152mm榴弾砲
- M-46 130mmカノン砲
- 2S1グヴォズジーカ 122mm自走榴弾砲
- 2S3アカーツィヤ 152mm自走榴弾砲
- T-12 100mm対戦車砲

### 対空兵器
対空機関銃・機関砲
- ZPU-2 / ZPU-4
- ZU-23-2
- S-60 57mm対空機関砲

自走式対空砲
- ZSU-57-2
- ZSU-23-4

地対空ミサイル
- 2K11 クルーグ（SA-4 ガネフ）
- 2K12 クーブ（SA-6 ゲインフル）
- 9K33 オサー（SA-8 ゲッコー）
- 9K31 ストレラ-1 (SA-9 ガスキン)
- 9K32 ストレラ-2 (SA-7 グレイル)